# 欣森頓 (喬治亞州)
欣森頓（英語：Hinsonton）是位於美國喬治亞州米切爾縣的一個非建制地區。該地的面積和人口皆未知。

## 地理
欣森頓的座標為31°10′47″N 84°01′43″W / 31.17972°N 84.02861°W，而該地的平均海拔高度為103米（即338英尺）。